# Wohkel
Wohkel, nekadašnje selo Yurok Indijanaca joje se nalazilo blizu ušća rijeke Klamath. Selo od dvije kuće s 15 ljudi bilo je smješteno na starojoj riječnoj terasi, 6 stopa (20 metara) iznad rijeke.
Hoopa Indijamnci zvali su ga Tunchwingkyoding.